# Aacayipsin
Aacayipsin (em português, "você é estraanha", intencionalmente com duas letras "a") é o segundo álbum do cantor de música pop turca Tarkan, lançado em 1994 apenas na Turquia. Vendeu mais de 2 milhões de cópias só na Turquia e mais de 750 mil cópias no resto da Europa. Quando do lançamento na Europa, foi editado um single promocional de "Hepsi Senin mi?", que não fez sucesso no momento, mas teve bastante relevância em 1998, quando relançada como "Şıkıdım".

## Faixas
CD/K7
| Lado A |                   |              |                         |         |  |
| N.º    | Título            | Letras       | Música                  | Duração |  |
| 1.     | "Hepsi Senin mi?" | Sezen Aksu   | Sezen Aksu              | 4:05    |  |
| 2.     | "Dön Bebeğim"     | Ümit Sayın   | Ümit Sayın              | 4:45    |  |
| 3.     | "Şeytan Azapta"   | Sezen Aksu   | Ozan Çolakoğlu          | 5:00    |  |
| 4.     | "Bekle"           | Ümit Sayın   | Ozan Çolakoğlu          | 5:25    |  |
| 5.     | "Eyvah"           | Tarkan       | Tarkan / Ozan Çolakoğlu | 4:10    |  |
| 6.     | "Kış Güneşi"      | Yıldız Tilbe | Nurhat Şensoy           | 4:15    |  |

| Lado B         |                        |                          |                |         |  |
| N.º            | Título                 | Letras                   | Música         | Duração |  |
| 7.             | "Unutmamalı"           | Tarkan                   | Tarkan         | 5:30    |  |
| 8.             | "Gül Döktüm Yollarına" | Tarkan                   | Tarkan         | 4:15    |  |
| 9.             | "Durum Beter"          | Tarkan                   | Tarkan         | 3:40    |  |
| 10.            | "Gitme"                | Kemal Sayın / Ümit Sayın | Ümit Sayın     | 4:30    |  |
| 11.            | "Seviş Benimle"        | Leyla Tuna               | Ozan Çolakoğlu | 5:10    |  |
| 12.            | "Biz Nereye?"          | Rıza Erekli              | Rıza Erekli    | 4:50    |  |
| Duração total: | Duração total:         | Duração total:           | Duração total: | 54:15   |  |